# Verloren stad
Verloren stad is een term die wordt gebruikt voor een stad of ander dichtbevolkt gebied uit de oudheid dat om uiteenlopende redenen werd verlaten door de bevolking, waarna de stad zelf in de vergetelheid raakte, en de locatie ervan verloren is gegaan. 
De zoektocht naar dergelijke verloren steden leidde in de 15e eeuw in Europa tot de totstandkoming van de archeologie. 

## Classificatie
Verloren steden worden door archeologen doorgaans onderverdeeld in drie groepen: 
- Steden die geheel verdwenen zijn uit het geheugen en waarvan men het bestaan pas ontdekte toen de stad werd teruggevonden (bijvoorbeeld Machu Picchu);
- Steden waarvan de locatie verloren is gegaan, maar die wel nog voorkomen in oude mythen en sagen. (bijvoorbeeld Atlantis)
- Steden die zijn verlaten, maar waarvan de locatie wel bekend bleef (zoals Leptis Magna).

Steden die nog maar recentelijk zijn verlaten, worden meestal spooksteden genoemd.

## Ontstaan
Steden kunnen om verschillende reden “verloren” raken, zoals geografische of economische rampen, oorlogen of een combinatie van deze. 
Een Arabische stad genaamd Ubar werd verlaten door de bevolking nadat een groot deel van de stad verzonk door het instorten van een ondergrondse grot, waarbij ook veel van de watervoorraad van de stad verloren ging. De stad werd herontdekt in 1992 op een satellietfoto.
Bij veel verloren steden is de exacte oorzaak waarom de bevolking vertrok niet meer te achterhalen, zoals bij de Roanokekolonie. In 1590 trof John White deze Engelse kolonie geheel verlaten aan bij zijn terugkeer.
Veel steden zijn verwoest door natuurrampen. Klassieke voorbeelden hiervan zijn Pompeï en Herculaneum, die beide werden begraven onder een dikke laag as van de Vesuvius. 
Oorlog was een andere belangrijke oorzaak dat een stad werd verlaten. Dit was bijvoorbeeld het geval bij Troje en Carthago, hoewel deze later werden herbouwd.
Er bestaan ook genoeg verloren steden of plaatsen waar wel over gesproken wordt in verhalen, maar waarvan wordt getwijfeld of ze ooit echt hebben bestaan. Het al eerder in dit artikel genoemde Atlantis is hiervan een voorbeeld. Troje was ook ooit zo’n legendarische stad, totdat de ruïnes ervan werden teruggevonden en het bestaan van de stad werd aangetoond.
In Nederland is de stad Reimerswaal een voorbeeld van een verloren stad.

## Verloren steden in fictie
Verloren steden spelen vaak een rol in verhalen, strips en films. Dit kunnen zowel echt bestaande verloren steden zijn, als door de auteur bedachte steden.